# Hieracium leptodon
Hieracium leptodon es una especie de planta con flor del género Hieracium, de la familia Asteraceae, orden Asterales.

## Distribución
Hieracium leptodon se distribuye por Escocia.

## Taxonomía
Fue descrita científicamente por P. D. Sell y D. J. Tennant.
Tratamiento taxonómico
La especie aparece registrada en una sección de la publicación Watsonia.